# Štefan Ružička
Štefan Ružička (* 17. února 1985 v Nitře) je bývalý slovenský hokejový útočník.

## Hráčská kariéra
Hokejové krůčky začínal v Nitře, v tamním klubu MHC Nitra, ve kterém prošel všemi mládežnickými kategoriím a debutoval rovněž v nejvyšší domácí soutěži. Klub však sestoupil do nižší ligy, ale přesto se do nejvyšší ligy opět vrátil. Po skončení ročníku byl v létě 2003 draftován klubem Philadelphia Flyers ve třetím kole z 81. místa. Sezónu 2003/04 zahájil v juniorské zámořské lize OHL, kde hrával za klub Owen Sound Attack, kteří si ho rovněž v roce 2003 vybrali v Import draftu CHL v prvním kole ze třetího místa. V juniorské lize se vyznamenal, stal se nejlepším nováčkem ve vstřelených branek, asistencí a kanadském bodování, rovněž si zahrál v utkání hvězd OHL. V týž sezóně naskočil na farmě Philadelphia Flyers v Philadelphia Phantoms, za které odehrál celkem pět zápasů (dva v základní části, tři zápasy v playoff). Následující rok strávil ještě v juniorské lize OHL, která byla jeho poslední štaci v juniorské kategorii. Premiéru v NHL si musel počkat, jelikož v nabitém kádru Flyers nezbylo místo, hrával opět na jejich farmě ve Phantoms. 8. února 2006 se dočkal premiéry v nejprestižnější hokejové lize, v zápase proti New York Islanders odehrál 4 minuty a 48 sekund, jednou vstřelil na branku a odseděl si dvouminutový trest. Po zápase byl poslán zpět na farmu, kde dohrál sezónu. Sezónu 2006/07 odehrál častěji ve Flyers než na farmě Phantoms, v hlavním kádru si připsal o osm zápasů více. Za Flyers již tolik zápasů neodehrál a rozhodl se odejít ze zámoří, dohodl se na dvouleté smlouvě s klubem HK Spartak Moskva, kteří budou hrát v nové založené lize KHL . V klubu se sešel s krajany Brankem Radivojevičem a Ivanem Barankou, s Radivojevičem vytvořili útočnou formaci a stali se nejproduktivnějšími hráči klubu. Trenér slovenské reprezentace Ján Filc, se rozhodl nominovat Ružičku na mistrovství světa ve Švýcarsku. Jeho účast nebyla jistá kvůli zraněnému ramenu, vyšetření však ukázalo, že nevyžaduje dlouhodobější léčbu a postačí jeho zpevnění ortézou. Za reprezentaci vstřelil první gól na šampionátě, v druhé minutě úvodního zápasu proti Maďarsku, zápas skončil 4:3. Ve Spartaku Moskva odehrál necelých pět sezón, v ročníku 2012/13 se mu nedařilo ve sbírání kanadských bodů a vedení se rozhodlo 23. ledna 2013 vyměnit do klubu Salavat Julajev Ufa za peněžní náhradu.

## Ocenění a úspěchy
- 2004 OHL - Nejlepší nováček v počtu vstřelených branek
- 2004 OHL - Nejlepší nováček v počtu asistencí
- 2004 OHL - Nejlepší nováček v počtu kanadských bodů
- 2004 OHL - All-Star Game
- 2015 ČHL - Nejlepší nahrávač v playoff

## Zajímavosti
V listopadu 2008 střelil v zápase svého klubu Spartak Moskva proti Metallurg Novokuzněck čtyři góly. Stal se tak prvním Slovákem, kterým střelil hattrik v KHL.

## Důležitá data

### NHL
- Debut - 8. února 2006 (Philadelphia Flyers proti New York Islanders)
- První gól - 28. října 2006 (Philadelphia Flyers proti Pittsburgh Penguins, kanadskému brankáři Marcu-André Fleurymu)
- První asistence - 30. října 2006 (Philadelphia Flyers proti Chicago Blackhawks)

### KHL
- Debut - 2. září 2008 (HK Spartak Moskva proti Atlant Mytišči)
- První gól - 2. září 2008 (HK Spartak Moskva proti Atlant Mytišči)
- První asistence - 9. září 2008 (Atlant Mytišči proti HK Spartak Moskva)

### ČHL
- Debut - 11. února 2015 (HC Škoda Plzeň proti HC Oceláři Třinec)
- První asistence - 11. února 2015 (HC Škoda Plzeň proti HC Oceláři Třinec)
- První gól - 15. února 2015 (HC Energie Karlovy Vary proti HC Oceláři Třinec, českému brankáři Tomáši Závorkovi)

## Klubová statistika
| Sezóna       | Klub                  | Soutěž       |     | Základní část | Základní část | Základní část | Základní část | Základní část |   | Play off | Play off | Play off | Play off | Play off |
| Sezóna       | Klub                  | Soutěž       | Z   | G             | A             | B             | TM            | Z             | G | A        | B        | TM       |          |          |
| 2001/2002    | MHC Nitra             | SHL          | 19  | 0             | 5             | 5             | 29            | —             | — | —        | —        | —        |          |          |
| 2002/2003    | MHC Nitra             | 1.SHL        | 17  | 5             | 7             | 12            | 4             | —             | — | —        | —        | —        |          |          |
| 2003/2004    | Owen Sound Attack     | OHL          | 62  | 34            | 38            | 72            | 63            | 7             | 1 | 6        | 7        | 8        |          |          |
| 2003/2004    | Philadelphia Phantoms | AHL          | 2   | 0             | 0             | 0             | 0             | 3             | 1 | 0        | 1        | 2        |          |          |
| 2004/2005    | Owen Sound Attack     | OHL          | 62  | 37            | 33            | 70            | 61            | 8             | 3 | 3        | 6        | 14       |          |          |
| 2005/2006    | Philadelphia Phantoms | AHL          | 73  | 16            | 32            | 48            | 88            | —             | — | —        | —        | —        |          |          |
| 2005/2006    | Philadelphia Flyers   | NHL          | 1   | 0             | 0             | 0             | 2             | —             | — | —        | —        | —        |          |          |
| 2006/2007    | Philadelphia Phantoms | AHL          | 32  | 16            | 11            | 27            | 29            | —             | — | —        | —        | —        |          |          |
| 2006/2007    | Philadelphia Flyers   | NHL          | 40  | 3             | 10            | 13            | 18            | —             | — | —        | —        | —        |          |          |
| 2007/2008    | Philadelphia Phantoms | AHL          | 59  | 19            | 31            | 50            | 105           | 12            | 4 | 9        | 13       | 30       |          |          |
| 2007/2008    | Philadelphia Flyers   | NHL          | 14  | 1             | 3             | 4             | 27            | —             | — | —        | —        | —        |          |          |
| 2008/2009    | HK Spartak Moskva     | KHL          | 55  | 18            | 18            | 36            | 81            | 6             | 3 | 4        | 7        | 6        |          |          |
| 2009/2010    | HK Spartak Moskva     | KHL          | 56  | 16            | 20            | 36            | 72            | 10            | 3 | 1        | 4        | 24       |          |          |
| 2010/2011    | HK Spartak Moskva     | KHL          | 47  | 17            | 15            | 32            | 47            | 4             | 3 | 0        | 3        | 2        |          |          |
| 2011/2012    | HK Spartak Moskva     | KHL          | 53  | 22            | 18            | 40            | 67            | —             | — | —        | —        | —        |          |          |
| 2012/2013    | HK Spartak Moskva     | KHL          | 36  | 8             | 11            | 19            | 65            | —             | — | —        | —        | —        |          |          |
| 2012/2013    | Salavat Julajev Ufa   | KHL          | 7   | 2             | 4             | 6             | 2             | 14            | 4 | 5        | 9        | 6        |          |          |
| 2013/2014    | Salavat Julajev Ufa   | KHL          | 7   | 2             | 2             | 4             | 6             | —             | — | —        | —        | —        |          |          |
| 2013/2014    | Toros Něftěkamsk      | VHL          | 6   | 0             | 2             | 2             | 2             | —             | — | —        | —        | —        |          |          |
| 2013/2014    | Avangard Omsk         | KHL          | 28  | 10            | 6             | 16            | 14            | —             | — | —        | —        | —        |          |          |
| 2014/2015    | HC Lausanne           | NLA          | 9   | 0             | 4             | 4             | 2             | —             | — | —        | —        | —        |          |          |
| 2014/2015    | HC Slovan Bratislava  | KHL          | 11  | 2             | 2             | 4             | 12            | —             | — | —        | —        | —        |          |          |
| 2014/2015    | HC Oceláři Třinec     | ČHL          | 7   | 2             | 4             | 6             | 6             | 18            | 2 | 10       | 12       | 24       |          |          |
| 2016/2017    | HC Sparta Praha       | ČHL          | 16  | 2             | 8             | 10            | 31            | —             | — | —        | —        | —        |          |          |
| Celkem v NHL | Celkem v NHL          | Celkem v NHL | 55  | 4             | 13            | 17            | 47            | —             | — | —        | —        | —        |          |          |
| Celkem v KHL | Celkem v KHL          | Celkem v KHL | 211 | 73            | 72            | 145           | 267           | 20            | 9 | 5        | 14       | 32       |          |          |

## Reprezentace
| Rok            | Tým            | Soutěž         | Z  | G | A | B  | TM |
| -------------- | -------------- | -------------- | -- | - | - | -- | -- |
| 2002           | Slovensko 18   | MS-18          | 8  | 3 | 0 | 3  | 2  |
| 2003           | Slovensko 18   | MS-18          | 7  | 5 | 3 | 8  | 2  |
| 2004           | Slovensko 20   | MSJ            | 6  | 3 | 3 | 6  | 2  |
| 2005           | Slovensko 20   | MSJ            | 6  | 3 | 3 | 6  | 4  |
| 2009           | Slovensko      | MS             | 6  | 2 | 1 | 3  | 2  |
| 2011           | Slovensko      | MS             | 5  | 0 | 1 | 1  | 2  |
| Celkem v MS-18 | Celkem v MS-18 | Celkem v MS-18 | 15 | 8 | 3 | 11 | 4  |
| Celkem v MSJ   | Celkem v MSJ   | Celkem v MSJ   | 12 | 6 | 6 | 12 | 6  |
| Celkem v MS    | Celkem v MS    | Celkem v MS    | 11 | 2 | 2 | 4  | 4  |